# Techno Prisoners
Techno Prisoners ist das siebte Soloalbum Roger Chapmans. Es erschien in Deutschland 1987 unter dem Label Polydor. Der Musikstil wird dem Alternative Rock zugerechnet. Nach drei Top-100-Chartplatzierungen in Folge fiel dieses Album bei seinen Fans und Kritikern durch und erhielt überwiegend schlechte Kritiken.
Für den Radiomoderator Pete Feenstra („The Pete Feenstra Rock & Blues Show“) gab es hierfür zwei Gründe. Erstens die Zusammenarbeit mit den Bolland-Brüdern, die für ihren Techno-Stil bekannt waren, und zweitens der Versuch der Plattenfirma, Roger Chapman zu kommerzialisieren.

## Musikstil
Chapman gab erstmals auf Weisung der Plattenfirma bei den beiden Singleveröffentlichungen The Drum, Black Forest und dem Song Run for Your Love das Songwriting aus der Hand. Das Album wurde von den Bolland-Brüdern, die für Ace-Dance-Musik bekannt waren, entsprechend dem Techno-Stil und Sound der damaligen Zeit produziert und abgemischt. Sie verschmolzen mehrerer Stilarten der Musik mit starken Synthesizerklängen und setzten Drum-Machines bzw. elektronische Schlagzeuge ein.
Fast alle Songs haben starke Basslinien und einen stampfenden Grundrhythmus. Somit kam dieses Album bei seinen Fans als Tanzmusik an. Um eine Verbindung zu Chapmans bisherigen musikalischen Stil herzustellen, wurde sein Song Prisoner neu aufgenommen und im Techno-Stil interpretiert sowie bei einigen Songs harte E-Gitarren mit einschneidenden Soli und klassischem Keyboard eingesetzt. Dafür wurde Woodstocklegende Alvin Lee von Ten Years After engagiert, der bei der Erstveröffentlichung 1987 nur auf drei Songs zu hören ist, obwohl er bei fünf Songs mitwirkte, sowie der Shortlistmusiker Tim Hinkley am Keyboard. Alle anderen am Album beteiligten waren die holländische Sessionmusiker: Lex Bolderdijk und Jan Hollestelle (Bass), Gerbrand Westveen (Saxophone), Lisa Boray (Gesang), Ad van der Lee und Shell Schellekens (Schlagzeug), sowie Ferdi Bolland und Rob Bolland (Keyboard, Synth, Perkussion, Akustik Gitarre). Diese Musikerauswahl war das Gegenteil von Chapmans bisherigen Gepflogenheiten nur Begleitmusiker als The Shortlist (dt.: engere [beste] Auswahl) einzusetzen, die aus der Rockszene kamen bzw. Mitglieder bekannter Rockgruppen waren.
Das Cover ist eine Fotografie und zeigt Chapman in dunkler Umgebung sich selbst in einem Monitor beobachtend. Das Licht seines Monitorbildes erleuchtet dabei sein Gesicht und vermittelt dadurch den Eindruck als sähe er sich in neuem Licht. Der Titel Techno Prisoners impliziert, dass selbst Chapman am musikalischen Zeitgeist des Techno nicht vorbeikommen kann, obwohl er bis dahin erfolgreich der Discomusik, New Wave und Punkbewegung getrotzt hatte.
Chapmans Gesangsstil wurde ebenfalls dem Mainstream-Musikgeschmack angepasst und weniger rockig, aber dafür mehr FM radiotauglich produziert, so Feenstra (CD Inlay Text, 2003).

## Entstehungsgeschichte
Nachdem sich Chapman von Whitehorn getrennt hatte, teilte er der Plattenfirma mit, seine Alben nicht mehr selbst produzieren zu wollen, da es ihn zu sehr belaste. Polydor engagierte daraufhin die Bolland Brüder, die zu dieser Zeit sehr erfolgreich waren. 1985 hatten sie ihren größten Erfolg als Songschreiber (Rock Me Amadeus) und Produzenten für Falco. Selbst die Rockband Status Quo coverten 1986 den Bolland-&-Bolland-Song In the Army Now, der europaweit Spitzenpositionen in den Charts erreichte.
Chapman hatte bereits ein paar Songs für sein nächstes Album aufgenommen und hoffte, dass die Bolland Brüder mit ihren Produktionstechniken und Musikstilen Kompromisse mit ihm schließen könnten. Für ihn war es ein Treffen zwischen zwei Kulturen („… it was like the meeting of two different cultures“) aber auch eine Versuchung etwas Neues zu wagen. Es kam jedoch auch bei dieser Produktion zu den bekannten Problemen: das Geld und die Zeit wurden knapp, um alle Songs zufriedenstellend fertigzustellen.
Techno Prisoners floppte. Seine Fans nahmen ihm die Zusammenarbeit mit Bolland & Bolland übel, die eher für Pop, Synthesizer, Drum-Machines und tanzbaren Techno-Beat standen. Chapman bekannte in einem Interview mit Pete Feenstra im Jahr 1992 mit drastischen Worten, dass er einen großen Fehler gemacht habe und viel Vertrauen des Showbusiness verspielt habe. Er habe schließlich einen Ruf als „Volksheld“, der „echte Musik“ mache (“The biz came to mistrust me, because I was a folk hero in a sense, playing real music etc, and I quickly came to realise that I’d shit on somebody’s doorstep seriously”). Er werde nie mehr Drum-Machines nutzen und nur noch mit einer echten Band zusammenarbeiten („'No more machines, I’m going to get a band.“).
Die Promotion-Tour mit 32 Konzerten vom 5. Oktober bis 21. November 1987 wurde mit den bewährten Shortlistmusikern Steve Simpsons (Gitarre/Mandoline/Hintergrundgesang), Boz Burrell (Bass), Poli Palmer (Synthesizer), Henry Spinetti (Schlagzeug) und Ian Gibbons (Keyboard) durchgeführt.
Für seine „enttäuschten“ Fans gab es 2003 eine Neuauflage des Albums mit fünf Bonustracks, auf denen Alvin Lee und Tom Hinkley zu hören sind. Diese Songs wurden deutlich rockiger abgemischt als bei der Erstveröffentlichung 1987.

## Titelliste
1. The Drum (F. Bolland/R. Bolland) 4:36
2. Wild Again (Chapman) 5:36
3. Techno Prisoners (Chapman/Whitehorn/Hinkley) 6:00
4. Black Forest (F. Bolland/R. Bolland) 6:24
5. We Will Touch Again (Chapman) 4:24
6. Run For Your Love (F. Bolland/R. Bolland) 4:41
7. Slap Bang in the Middle (Chapman) 4:18
8. Who’s Been Sleeping in My Bed? (Wild Blood) (Chapman) 4:38
9. Ball of Confusion (Whitfield) 8:07

Bonustracks (alle Tracks mit Alvin Lee & Tom Hinkley)
1. Who’s Been Sleeping in My Bed? (4:47)
2. Slap Bang in the Middle (4:11)
3. We Will Touch Again (4:07)
4. Wild Again (5:17)
5. Red Moon & New Shoes (4:01)[2]

## Rezeption
Bei seinen Fans fiel das Album durch und konnte sich nicht in den Charts platzieren, obwohl zum Zeitpunkt der Veröffentlichung Chapmans Verkaufszahlen auf dem Höhepunkt waren. Lediglich die Single Black Forest fand bei Hardcore-Fans etwas Gefallen. Die TAZ bezeichnete Techno Prisoners als „Ausrutscher“. The Great Rock Bible fand das Album „verwirrend“ (orig.: bewildered) und „übertrieben“ („ott“, „over the top“), und von Allmusic erhielt es nur 2½ Sterne von 5. Für den Autor der Encyclopia of Popular Music, Colin Larkin, hatte Chapman schlicht die Muse verlassen; Techno Prisoners sei der Tiefpunkt seiner Karriere.
Einer der wenigen, die versöhnliche Worte fanden, war der Musikkritiker David Randall. Er erinnerte daran, dass Chapman schon immer experimentierfreudig gewesen sei. Die Fans sollten ihre Vorurteile dem Album gegenüber fallen lassen und den Song Black Forest genießen.